# Zarafszan
Zarafszan (w górnym biegu – „Matcza”; tadż. Зарафшон, uzb. Zarafshon) – rzeka w Tadżykistanie i Uzbekistanie w Azji Środkowej. Długość – 877 km, powierzchnia zlewni – 17,7 tys. km², średni roczny przepływ u ujścia Magianu – 162 m³/s. Reżim śniegowo-lodowcowy z maksimum w lipcu (do 464 m³/s) i minimum w styczniu (do 38 m³/s). Trzecia co do wielkości rzeka Azji Środkowej.
Zarafszan wypływa na wysokości około 5600 m n.p.m. z górskiego lodowca o tej samej nazwie w Górach Zarafszańskich. Pierwsze 300 km płynie na zachód wąską doliną między Górami Zarafszańskimi na południu i Turkiestańskimi na północy, przyjmując wiele górskich dopływów. Koło Pandżakentu sąsiadujące góry (Nuratau na północy) stają się niższe, dolina Zarafszanu znacznie się poszerza, a sama rzeka dzieli się na dwa równoległe ramiona: północne Ak-daria i południowe Kara-daria. Nad tym odcinkiem Zarafszanu leżą Samarkanda i Kattaqo‘rg‘on. Po wypłynięciu na przedgórze Ałaju Zarafszan skręca na południe, zasila w wodę Oazę Bucharską z miastami Nawoi i Buchara, a potem Oazę Karakulską. W dolnym biegu Zarafszan zasila w wodę cztery jeziora: Dengiz-kul, Karakyr, Tuzgan i Szurgak. Zarafszan nie uchodzi do żadnej innej rzeki ani zbiornika wodnego, lecz wysycha w piaskach pustyni Kyzył-kum, około 50 km na północ od Amu-darii. Mimo tego jego zlewnię niekiedy formalnie zalicza się do zlewni Amu-darii.
Wody Zarafszanu są intensywnie wykorzystywane do nawadniania, zwłaszcza w okolicach Samarkandy i Buchary. Rzeka jest połączona w środkowym biegu kanałem Eski Anhor z Kaszka-darią, a w dolnym, poprzez jeziora Dengiz-kul, Tuda-kul i Kanał Amu-Bucharski – z Amu-darią.
W starożytności Zarafszan był główną rzeką Sogdiany.